# РККИ-обменное взаимодействие
РККИ-обменное взаимодействие (взаимодействие Рудермана — Киттеля — Касуя — Иосиды) — косвенное обменное взаимодействие между магнитными ионами, осуществляемое через коллективизированные электроны проводимости.
Это обменное взаимодействие возникает в металлах и полупроводниках, где коллективизированные электроны выступают посредниками обменного взаимодействия ионов, обладающих локализованными противоположно направленными спинами, частично заполненных d и f оболочек. Электроны проводимости взаимодействуют с эффективным магнитным полем i-го узла кристаллической решётки и приобретают некую спиновую поляризацию. При прохождении следующего узла решётки, релаксация магнитных моментов электрона и узла вызовет обоюдные изменения как спиновой поляризации, так и спина узла решётки.
Описать его можно с помощью представления, что электроны проводимости движутся в эффективном поле, создаваемом локализованным магнитным моментом одного узла.
Энергию взаимодействия между спинами S в i-м и j-м узлах магнитной подрешётки записывают как
| {\displaystyle E_{ij}={\frac {J^{2}}{\mu _{0}(g\mu _{B})^{2}}}\mathbf {S} _{i}\mathbf {S} _{j}\chi _{ij}}, |

где J — константа обмена, g — фактор Ланде, {\displaystyle \mu _{B}} — магнетон Бора, {\displaystyle \mu _{0}} — магнитная постоянная, {\displaystyle \chi _{ij}} — обобщённая магнитная восприимчивость. Для свободных электронов последнюю можно представить как 
| {\displaystyle \chi _{ij}={\frac {(x\cos x-\sin x)}{x^{4}}}}, |

при условии, что {\displaystyle x=2\mathbf {k} _{F}\mathbf {R} _{ij}\gg 1}. Здесь {\displaystyle k_{F}} — волновой вектор на уровне Ферми, {\displaystyle R_{ij}} — расстояние. Поэтому энергия взаимодействия имеет знакопеременный осциллирующий характер как функция от расстояния между взаимодействующими ионами. Знакопеременность энергии взаимодействия приводит к тому, что в зависимости от расстояния между ионами материал будет проявлять ферромагнитные свойства если энергию минимизирует сонаправленность спинов, или антиферромагнитные в противоположном случае. Это применяется в спиновых клапанах на основе гигантского и туннельного магнетосопротивления.